# Asota nebulosa
Asota nebulosa là một loài bướm đêm trong họ Erebidae.